# 泰达控股
天津泰达投资控股有限公司，简称泰达控股，成立于1984年12月，是中国天津滨海新区的一个主营区域开发与房地产、公用事业、制造业、金融和现代服务业的大型国有公司。泰达控股的唯一股东为天津市人民政府国有资产监督管理委员会。

## 处罚
2017年10月，泰达控股因“17 泰达债”募集说明书未披露对天津滨海快速交通发展有限公司和天津建泰房地产开发有限公司的担保事项，涉及金额分别为65.63亿元和7亿元，合计73.63亿元，遭到中国证监会天津监管局出具警示函处罚。

## 下属企业
天津泰达投资控股有限公司目前拥有泰达集团、泰达建设等23家全资公司，北方國際信托、泰達國際、中非泰达、天津鋼管集團(57%)等17家控股公司和泰达发展、渤海銀行、长江证券等28家参股公司，其中泰达股份、津滨发展、泰达物流、滨海投资等4家为上市公司。